# 醉鱼草状荚蒾
醉鱼草状荚蒾（学名：Viburnum buddleifolium）为五福花科荚蒾属的植物，为中国的特有植物。分布于中国大陆的陕西、湖北、甘肃等地，生长于海拔700米至1,500米的地区，常生长在山坡丛林和灌丛中，目前尚未由人工引种栽培。